# Laks (Schiff, 1900)
Die Laks war ein Torpedoboot 1. Klasse (norw.: Torpedobåt Kl. I) der norwegischen Marine, das von 1901 bis 1940 in der norwegischen Marine und von April 1940 bis Mai 1945 in der deutschen Kriegsmarine unter dem neuen Namen Admiral Deinhard, benannt nach Vizeadmiral Karl August Deinhard, diente.

## Bau und Technische Daten
Die Laks war das Typschiff ihrer Klasse, zu der neben ihr die Sild, die Sæl und die Skrei gehörten. Die vier Boote waren weithin baugleich mit den drei 1896 bei Schichau in Elbing für die norwegische Marine gebauten Booten des Typs Hval und den drei danach in Norwegen gebauten Schwesterschiffen des Typs Storm.
Die Laks wurde im Jahre 1900 bei der Carljohansværn Værft, der Marinens Hovedværft, in Horten auf Kiel gelegt, lief dort am 12. Juli 1900 vom Stapel und wurde 1901 in Dienst gestellt. Das Boot war 40,0 m lang und 4,90 m breit. Es hatte vorn 1,10 m und achtern 2,10 m Tiefgang und verdrängte 80 Tonnen (standard) bzw. 107 t (maximal). Die Maschinenanlage bestand aus zwei Wasserrohrkesseln und einer Dreifach-Expansions-Dampfmaschine, deren 650 PS über eine Schraube eine Höchstgeschwindigkeit von 17,5 Knoten ermöglichten. Bis zu 17 Tonnen Kohle konnten gebunkert werden. Die Bewaffnung bestand aus zwei 3,7-cm 5-Rohr Hotchkiss-Revolverkanonen und zwei 45-cm-Torpedorohren, eins zwischen den beiden Schornsteinen, eins auf dem Achterschiff. Die Besatzung zählte 23 Mann.

## Schicksal

### 1901–1940
Während der politischen Spannungen mit Schweden im Verlauf des norwegischen Lösungsprozesses aus der bisherigen Personalunion mit Schweden nach der Volksabstimmung vom 13. August 1905 mobilisierte Norwegen, wie auch Schweden, am 13. September seine Streitkräfte. Als im Herbst ein Krieg drohte, nahmen die Laks und die anderen neuen Torpedoboote an ausgedehnten Marinemanövern teil und sechs von ihnen wurden dann im Oslofjord unter Führung des Zerstörers Valkyrjen stationiert, um dort einen befürchteten schwedischen Angriff von See auf Oslo und die militärischen und industriellen Installationen in Ostnorwegen im Zusammenwirken mit den vier Küstenpanzerschiffen abzuwehren, die anderen vier Torpedoboote 1. Klasse blieben vor Bergen.
Während des Ersten Weltkriegs diente die Laks, wie die anderen Schiffe der norwegischen Marine, zur Sicherung der norwegischen Neutralität und im Geleitdienst für Handelsschiffe in norwegischen Küstengewässern. Nach dem Ende des Kriegs war das Boot bis 1927 hauptsächlich damit befasst, Schmuggler aufzubringen, die während der norwegischen Prohibition Alkohol ins Land zu bringen versuchten.

### 1940–1945
Die Laks gehörte zum Zeitpunkt der deutschen Invasion Norwegens am 9. April 1940 mit ihren Schwesterschiffen Skrei und Sild zu der in Trondheim beheimateten und zum 2. Seeverteidigungsabschnitt gehörigen 5. Torpedobootsdivision. Allerdings war diese Zuordnung rein administrativer Art, und jedes Boot operierte verhältnismäßig unabhängig in dem ihm zugewiesenen Küstenabschnitt. Die Skrei befand sich am 9. April in Hestvika am Südostende der Insel Hitra südlich vor der Einfahrt zum Trondheimfjord; sie wurde von ihrer Besatzung am 8. Mai bei Ålesund selbstversenkt; die Sild befand sich in Kristiansund und wurde am 5. Mai bei der Insel Harøy (Kommune Sandøy) westlich von Molde selbstversenkt. Die Laks war im Knarlagsund bei Hitra stationiert, lag aber am 9. April 1940 zu einem Werftaufenthalt in Trondheim. Dort wurde sie am 13. April von der Kriegsmarine erbeutet und dann unter dem neuen Namen Admiral Deinhard in Dienst gestellt. Die Torpedorohre und alten Geschütze wurden entfernt und das Boot wurde statt ihrer mit einem Maschinengewehr und sechs Wasserbomben bewaffnet. Danach wurde es bis zum Ende des Kriegs im Hafenverband Trondheim als Torpedo-Luftdruck-Kompressorenboot und Hafenschutzboot eingesetzt.
Nach dem Ende des Kriegs wurde das Boot wieder von der norwegischen Marine übernommen und noch 1945 abgewrackt.

## Boote der Klasse
| Boot  | Baunummer | Stapellauf     | Indienststellung | Verbleib |
| ----- | --------- | -------------- | ---------------- | --- |
| Laks  | 83        | 12. Juli 1900  | 1901             | Am 13. April 1940 in Trondheim von der Kriegsmarine erbeutet und als Admiral Deinhard in Dienst gestellt; im Mai 1945 zurück an Norwegen; 1945 abgebrochen. |
| Sild  | 84        | 30. Juli 1900  | 1901             | Stationiert in Bessaker (Kommune Roan an der Nordküste der Halbinsel Fosen); befand sich beim Beginn des deutschen Angriffs in Kristiansund und wurde am 5. Mai 1940 bei der Insel Harøy (Kommune Sandøy, westlich von Molde) selbstversenkt; von der Kriegsmarine gehoben, repariert und im August 1940 bei der Hafenschutzflottille Molde als NM 16 Balte in Dienst gestellt; im Juli 1944 außer Dienst gestellt. Im Mai 1945 zurück an Norwegen und abgebrochen. |
| Sæl   | 85        | 25. Sept. 1901 | 1902             | Stationiert in Brandasund (Kommune Bømlo) am Eingang zum Selbjørnsfjord zwischen Bergen und Haugesund. Am 18. April 1940 im Gefecht mit den beiden deutschen Schnellbooten S 21 und S 23 im Hardangerfjord bei der Insel Ånuglo (etwa 12 Seemeilen nordöstlich von Leirvik) versenkt; von der Kriegsmarine gehoben, repariert und als NH-3 in Dienst gestellt. Im Mai 1945 zurück an Norwegen und abgebrochen.                                                      |
| Skrei | 86        | 31. Okt. 1901  | 1902             | Stationiert in Hestvika am Südostende der Insel Hitra südlich vor der Einfahrt zum Trondheimfjord, lag am 9. April in Kristiansund; von der Besatzung am 8. Mai bei Ålesund selbstversenkt; von der Kriegsmarine gehoben, repariert und als NH-1 in Dienst gestellt; im Mai 1945 zurück an Norwegen und abgebrochen. |